# بخش ارلک
بخش ارلک یکی از بخشهای کانتون برن  در کشور سوئیس است.